# Mielichhoferia laxiretis
Mielichhoferia laxiretis är en bladmossart som beskrevs av Thériot 1936. Mielichhoferia laxiretis ingår i släktet kismossor, och familjen Bryaceae. Inga underarter finns listade i Catalogue of Life.